# Facundo Alfonso
Facundo Ezequiel Alfonso (Buenos Aires, Argentina; 21 de abril de 1988) es un futbolista argentino. Juega de mediocampista y actualmente está libre.

## Trayectoria
En 2014, luego de descender con Racing de Olvarría fichó por el club Gimnasia y Esgrima de Mendoza donde logró ascender ese mismo año a la Primera B Nacional tras formar parte del plantel.

## Clubes
| Club                   | País      | Año       |
| ---------------------- | --------- | --------- |
| Argentinos Juniors     | Argentina | 2008-2009 |
| Instituto (C)          | Argentina | 2010-2011 |
| Tiro Federal (R)       | Argentina | 2011-2012 |
| Jorge Wilstermann      | Bolivia   | 2012-2013 |
| Racing (O)             | Argentina | 2013-2014 |
| Gimnasia y Esgrima (M) | Argentina | 2014      |

## Palmarés

### Otros logros
- Ascenso a Primera B Nacional con Gimnasia de Mendoza en el Torneo Federal A 2014.